# Бовуар-де-Марк
Бовуар-де-Марк (фр. Beauvoir-de-Marc) — коммуна во Франции, находится в регионе Рона — Альпы. Департамент коммуны — Изер. Входит в состав кантона Сен-Жан-де-Бурне. Округ коммуны — Вьенн.
Код INSEE коммуны — 38035. Население коммуны на 1999 год составляло 1064 человека. Населённый пункт находится на высоте от 306 до 456 метров над уровнем моря. Муниципалитет расположен на расстоянии около 430 км юго-восточнее Парижа, 33 км юго-восточнее Лиона, 65 км северо-западнее Гренобля. Мэр коммуны — M. Alain Pichat, мандат действует на протяжении 2008—2014 гг.
Динамика населения (INSEE):